# Ermelo (Guéldria)

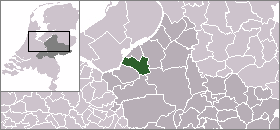
Localização de Ermelo nos Países Baixos

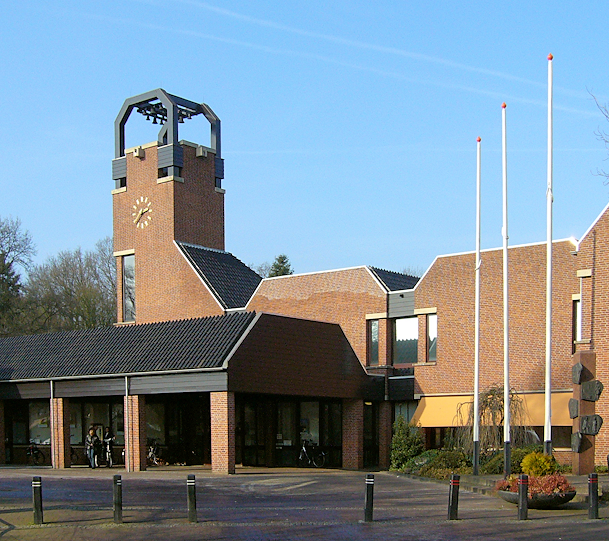
Sede do município de Ermelo

Ermelo  é uma cidade e sede município da província da Guéldria, nos Países Baixos. Nos seus 87,40 km² vivem 26 590 habitantes (2004).

## Povoações
Ermelo, De Beek, Drie, Horst, Houtdorp, Leuvenum, Speuld, Staverden, Telgt e Tonsel. Staverden recebeu o estatuto de cidade em 1298.